# Hvetbo Herred
Hvetbo Herred var en del af det tidligere Hjørring Amt, fra 1970 til 2007 Nordjyllands Amt og nu Region Nordjylland.
Hvetbo Herred hørte i middelalderen under Vendsyssel, senere kom herredet under Børglum Len, og fra 1660 Ålborghus Amt, indtil det i 1793 kom under det da oprettede Hjørring Amt.
I Hvetbo Herred ligger følgende sogne:
- Alstrup Sogn
- Gjøl Sogn
- Hune Sogn
- Ingstrup Sogn
- Jetsmark Sogn
- Saltum Sogn
- Vedsted Sogn
- Vester Hjermitslev Sogn

Derudover ligger en del af Aaby Sogn i herredet. Dette sogn hørte tidligere helt under Kær Herred, men ved reformen i 1793 blev det delt, så den sydvestlige halvdel kom under Hvetbo Herred, mens resten forblev under Kær Herred.